# ロドス国際空港
ロドス・ディアゴラス国際空港 (ロドス・ディアゴラスこくさいくうこう、古代ギリシア語: ΚρατικόςΑερολιμέναςΡόδου "Διαγόρας"、英語: Rhodes International Airport "Diagoras"、ロードス国際空港、またはディアゴラス国際空港 (IATA: RHO, ICAO: LGRP)） は、ギリシャのロドス島の北側、島の首都ロドスから西に14kmのところにある国際空港である。空港名のディアゴラスは前5世紀に活躍した古代ギリシアのボクサーから取られた。ロドス国際空港は2017年時点でギリシャで4番目に忙しい空港あり、1年間で延べ5,301,517人の乗客がこの空港を利用した。  
なお、ロドスは日本語においてしばしば「ロードス」の表記も用いられるが、先記事「ロドス島」に従い本項では以下「ロドス」で統一する。  

## 歴史

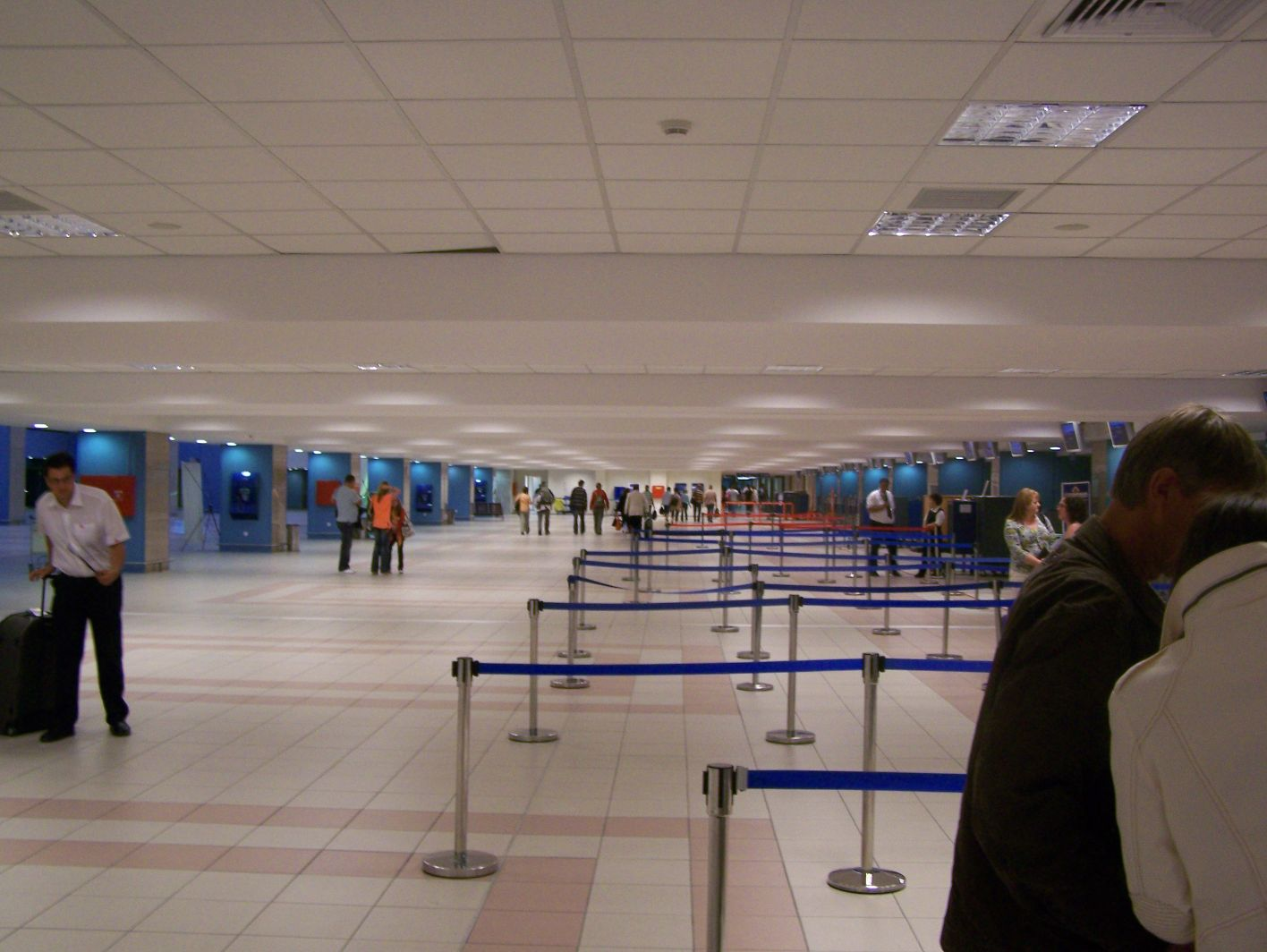
ロドス空港でのチェックイン

ロドス島の民間航空は、 第二次世界大戦後、現ロドス国際空港の南約3kmの位置にある空軍基地であるロドス空軍基地の場所で始まった。 
この空港は現ロドス国際空港が開港した1977年まで島の主要空港であった。「古い」マリッサ空港は現代の民間空港のニーズを満たせなくなっていた。新しい施設の必要性は大きかったため島のニーズをより満たすためにこの場で空港を開設することが決定され、新しい「ディアゴラス」空港は1977年に建設された。新空港では、島のニーズをよりよく満たすことが決定された。 
誘導路、プラットフォーム、空港の建物の拡張など、空港に改善が加えられた。最新のアップグレードは、増え続けるチャーター便と乗客に対応するために2005年に開設された新しい旅客ターミナルである。 現在、空港建屋は総面積60,000平方メートルである。
2015年、ロドス空港は滑走路に、地下に空洞が発生したことによる陥没穴（シンクホール）が発生したため14時間閉鎖された。着陸予定機はコス空港やイラクリオン空港、アテネ空港などの周辺空港にダイバートされ、滑走路は直ぐに修繕工事が行われ運用が再開された。 
2015年12月、ロドス空港とギリシャの他の13の地方空港の民営化が、フラポートと州民営化基金との間の合弁会社設立の合意に署名して完了した。契約によると、この合弁会社は2016年秋の時点で40年間（ロドス空港を含む）14の空港を運営することとなっている。

## 空港施設

### ターミナル
ロドス空港ターミナルは、2つの建物が廊下で繋がれている。出発は1階（チェックイン、手荷物チェック）と2階（身体検査、ゲート、店舗）の両方で行われるが、到着はパスポート管理、税関、手荷物の回収が行われる1階の南の角でのみ行われる。空港にはボーディング・ブリッジがないため、搭乗と降機にはバスを使用する必要がある。 
双方のターミナルビルは、一連の慢性的な問題に対処する必要があるため、今後数年間フラポートにより改装が行われる。トイレと空調システムが最初に改修されたが、手荷物の二重チェックをなくす新しいチェックイン施設や、交通量の少ない冬の間はインテリアの改造が徐々に進むなどより複雑な改修作業が行われた。 
空港には、警察署、診療所、航空会社およびハンドリング会社のオフィス、レンタカー、ツアーオペレーターキオスク、VIPホール、最近改装された免税店、カフェ、レストランなど、必要なすべてのサービスがある。

### 滑走路
空港が持つ1本の滑走路の方向は07/25で、長さ3,306メートル、幅60メートルである。滑走路とターミナルを接続する6つの誘導路がある。駐機場は、最大14機の航空機を駐機でき、最大でエアバスA380型機に対応できる広さを持つ。地上支援車両に関係する駐機場の再配置を行うことで駐機場の容量を増やせると想定されている。 

## フラポートギリシャによる投資計画
2017年3月22日、フラポートギリシャはロドス国際空港を含む14の地方空港のマスタープランを発表した。
以下に、フラポートギリシャの投資計画に基づいて2017年11月からロドス国際空港に実装される点を纏める： 
- 一般的なクリーンアップ
- 照明の改善、エアサイドエリアのマーキング
- 衛生施設のアップグレード
- サービスの強化と新しい無料インターネット接続（WiFi）の提供
- 空港のすべての区域で防火設備の改善
- ターミナルビルの模様替え
- 空港の駐機エリアの再編成
- 新しい消防署の設置
- チェックインカウンターの数を13パーセント増加（40から45）
- 出発ゲートの数を13パーセント増加（16から18）
- セキュリティチェックレーンの数を71パーセント増加（7から12）
- 手荷物回収ベルトの数を25パーセント増加（4から5）

## 航空会社と就航地
航空会社名の英名の昇順・地名の英名の昇順で記載する。
| 航空会社                           | 就航地 |
| ---------------------------------- | --- |
| アドリア航空                       | 季節チャーター便: リュブリャナ |
| エーゲ航空                         | アテネ, テッサロニキ 季節運航:' フランクフルト, イラクリオン, ラルナカ, リヨン, マルセイユ, ミュンヘン, パリ/シャルル・ド・ゴール, テルアビブ, チューリッヒ 季節チャーター便: オーレスン, ベイルート, ベオグラード, ブラチスラヴァ, ブカレスト, ブダペスト, クルジュ＝ナポカ, コペンハーゲン, クーネオ, コシツェ, ルレオ, モルデ, オーデンセ, オスロ/ガーデモエン, エステルスンド, シェレフテオ, トロンハイム, ヴロツワフ, エレバン |
| エア・バルティック                 | 季節運航: リガ |
| エア・ブカレスト                   | 季節チャーター便: ブカレスト |
| アリタリア-イタリア航空            | 季節運航: ミラノ/リナーテ, ローマ/フィウミチーノ |
| アルキア・イスラエル航空           | 季節運航: テルアビブ |
| アストラ航空（ギリシャ）           | 季節運航: テッサロニキ |
| オーストリア航空                   | 季節運航: ウィーン 季節チャーター便: グラーツ, インスブルック, リンツ |
| Aviolet                            | 季節チャーター便: ベオグラード |
| ベラヴィア                         | 季節チャーター便: ミンスク |
| ブルーバード航空                   | 季節運航: テルアビブ |
| ブルーパノラマ航空                 | 季節運航: ベルガモ, ボローニャ, ローマ/フィウミチーノ |
| ブリティッシュ・エアウェイズ       | 季節運航: ロンドン/ガトウィック |
| ブリュッセル航空                   | 季節運航: ブリュッセル |
| チェアー航空                       | 季節運航: チューリッヒ |
| コンドル航空                       | 季節運航: デュッセルドルフ, フランクフルト, ハンブルク, ハノーファー, ライプツィヒ/ハレ, ミュンヘン, シュトゥットガルト |
| コレンドン航空ヨーロッパ           | 季節運航: ビルン, ブレーメン, ケルン/ボン, コペンハーゲン, デュッセルドルフ, グラーツ , ハノーファー, ヨエンスー, ライプツィヒ/ハレ, リンツ , ミュンヘン, ミュンスター/オスナブリュック, ニュルンベルク, オウル (2019年10月7日運航開始), ストックホルム シュトゥットガルト |
| コレンドン・ダッチ航空             | 季節運航: マーストリヒト/アーヘン空港 |
| キプロス航空                       | 季節運航: ラルナカ |
| イージージェット                   | 季節運航: アムステルダム, ベルリン/シェーネフェルト, ブリストル, リバプール, ロンドン/ガトウィック, ロンドン/ルートン, ミラノ/マルペンサ, ニューカッスル・アポン・タイン, パリ/オルリー, ヴェネツィア |
| エーデルワイス航空                 | 季節運航: チューリッヒ |
| エリン航空                         | アテネ, テッサロニキ |
| エンター・エア                     | 季節チャーター便: カトヴィツェ, ジェシュフ/ヤションカ, ロンドン/ガトウィック |
| ユーロウイングス                   | 季節運航: ケルン/ボン, ドレスデン, デュッセルドルフ, ハンブルク, ハノーファー, ミュンヘン, ザルツブルク, シュトゥットガルト |
| フィンエアー                       | 季節運航: ヘルシンキ |
| グレート・デーン航空               | 季節運航: オールボー |
| イズレール航空                     | 季節運航: テルアビブ |
| Jet2.com                           | 季節運航: ベルファスト, バーミンガム, イースト・ミッドランズ, エディンバラ, グラスゴー, リーズ/ブラッドフォード, ロンドン/スタンステッド, マンチェスター, ニューカッスル・アポン・タイン |
| ジェット・タイム                   | 季節チャーター便: ハルムスタッド |
| ラウダ                             | 季節運航: デュッセルドルフ |
| LOTポーランド航空                  | 季節チャーター便: カトヴィツェ |
| ルクスエア                         | 季節運航: ルクセンブルク |
| ミドル・イースト航空               | 季節チャーター便: ベイルート |
| ネオス                             | 季節運航: ベルガモ, ボローニャ, ミラノ/マルペンサ, ローマ/フィウミチーノ, ヴェローナ |
| ノルウェー・エアシャトル           | 季節運航: コペンハーゲン, ヘルシンキ, オスロ, ストックホルム/アーランダ 季節チャーター便: トロンハイム |
| ノブエア                           | 季節チャーター便: オスロ, ストックホルム/アーランダ, トロンハイム |
| オリンピック航空                   | カステロリゾ |
| ロイヤルフライト                   | 季節チャーター便: カザン, モスクワ/シェレメーチエヴォ, プラトフ, サマーラ |
| ライアンエアー                     | 季節運航: ベルリン/テーゲル, ベルガモ, ボローニャ, シャルルロワ, イースト・ミッドランズ, カウナス, リバプール, ロンドン/スタンステッド, マンチェスター, ナポリ, ピサ, ローマ/フィウミチーノ, ストックホルム/スカブスタ |
| ライアンエアー・サン               | 季節チャーター便: グダニスク, カトヴィツェ, ポズナン, ヴロツワフ |
| S7航空                             | 季節運航: モスクワ/ドモジェドヴォ |
| スカンジナビア航空                 | 季節チャーター便: ベルゲン, ビルン, コペンハーゲン, ヨーテボリ, オスロ, ストックホルム/アーランダ, トロンハイム |
| スカイ・エクスプレス               | アスティパレア島, ヒオス島, イラクリオン, カリムノス島, カルパトス島, カソス島, コス, リムノス, レロス, ミティリーニ, サモス 季節運航: シチア |
| スマートウィングズ                 | 季節運航: ブルノ, コシツェ, オストラヴァ, パルドゥビツェ, プラハ 季節チャーター便: リール, リヨン, パリ/シャルル・ド・ゴール |
| スマートウィングス・ハンガリー     | 季節運航: ブダペスト |
| スマートウィングス・ポーランド     | 季節チャーター便: ヴロツワフ |
| スマートウィングス・スロバキア     | 季節運航: ブラチスラヴァ |
| サンドア国際航空                   | 季節チャーター便: テルアビブ |
| サンドエア                         | 季節運航: ブレーメン, ドレスデン |
| サンエクスプレス・ドイッチュラント | 季節運航: ケルン/ボン, デュッセルドルフ, ハノーファー, ライプツィヒ/ハレ, ミュンヘン, ニュルンベルク, シュトゥットガルト |
| トーマス・クック航空               | 季節運航: バーミンガム, ブリストル, カーディフ, イースト・ミッドランズ, グラスゴー, ロンドン/ガトウィック, ロンドン/スタンステッド (2019年10月30日廃止) マンチェスター, ニューカッスル・アポン・タイン |
| トーマス・クック航空スカンジナビア | 季節チャーター便: ボルレンゲ, ヘルシンキ, ヨンショーピング, カールスタード, ルレオ, ノーショーピング, エレブルー, オスロ, ストックホルム/アーランダ, トロンハイム |
| トランサヴィア                     | 季節運航: アムステルダム |
| トランサヴィア・フランス           | 季節運航: パリ/オルリー |
| TUIエアウェイズ                    | 季節運航: アバディーン, ベルファスト, バーミンガム, ボーンマス, ブリストル, カーディフ, ドンカスター/シェフィールド, イースト・ミッドランズ, エディンバラ, エクセター, グラスゴー, リーズ/ブラッドフォード, ロンドン/ガトウィック, ロンドン/ルートン, ロンドン/スタンステッド, マンチェスター, ニューカッスル・アポン・タイン, ノリッジ 季節チャーター便: ダブリン                                                                  |
| TUIフライ・ベルギー                | 季節運航: ブリュッセル, シャルルロワ, リエージュ, オーステンデ/ブルッヘ 季節チャーター便: ドル, ストラスブール |
| TUIフライ・ドイッチュラント        | 季節運航: バーゼル/ミュールーズ, ベルリン/テーゲル, ケルン/ボン, デュッセルドルフ, フランクフルト, ハノーファー, ミュンヘン, ニュルンベルク, パーダーボルン/リップシュタット, ザールブリュッケン, シュトゥットガルト |
| TUIフライ・ネーデルラント          | 季節運航: アムステルダム, ロッテルダム |
| TUIフライ・ノルディック            | 季節チャーター便: ヘルシンキ, オスロ |
| タス・エアウェイズ                 | 季節運航: テルアビブ |
| ウラル航空                         | 季節チャーター便: サンクトペテルブルク, エカテリンブルク |
| ボロテア                           | 季節運航: アテネ, ファルコーネ・ボルセリーノ, ヴェネツィア |
| ブエリング航空                     | 季節運航: ローマ/フィウミチーノ |
| ウインドローズ航空                 | 季節チャーター便: キエフ・ボルィースピリ |
| ウィズエアー                       | 季節運航: ブダペスト |

## 旅客数の推移
以下の数値は、2016年まではギリシャ民間航空局（CAA）から、2017年以降は空港の公式ウェブサイトから取得している。2019年は上半期の数値であることに留意されたい。 
| 年               | 旅客数    | 旅客数      | 旅客数      |
| 年               | 国内線    | 国際線      | 合計        |
| ---------------- | --------- | ----------- | ----------- |
| 1994年           | 380,072人 | 2,111,714人 | 2,491,786人 |
| 1995年           | 419,701人 | 1,924,922人 | 2,344,623人 |
| 1996年           | 477,396人 | 1,764,121人 | 2,241,517人 |
| 1997年           | 559,768人 | 1,955,527人 | 2,515,295人 |
| 1998年           | 535,284人 | 2,137,028人 | 2,672,312人 |
| 1999年           | 638,389人 | 2,653,129人 | 3,291,518人 |
| 2000年           | 720,560人 | 2,686,490人 | 3,407,050人 |
| 2001年           | 682,469人 | 2,745,706人 | 3,428,175人 |
| 2002年           | 628,837人 | 2,601,646人 | 3,230,483人 |
| 2003年           | 689,315人 | 2,476,755人 | 3,166,070人 |
| 2004年           | 697,873人 | 2,338,650人 | 3,036,523人 |
| 2005年           | 750,476人 | 2,457,038人 | 3,207,514人 |
| 2006年           | 809,965人 | 2,681,557人 | 3,491,522人 |
| 2007年           | 839,326人 | 2,786,636人 | 3,625,962人 |
| 2008年           | 843,529人 | 2,723,940人 | 3,567,469人 |
| 2009年           | 826,677人 | 2,643,434人 | 3,470,111人 |
| 2010年           | 736,566人 | 2,850,006人 | 3,586,572人 |
| 2011年           | 676,463人 | 3,471,923人 | 4,148,386人 |
| 2012年           | 600,167人 | 3,213,780人 | 3,813,947人 |
| 2013年           | 626,594人 | 3,573,465人 | 4,200,059人 |
| 2014年           | 691,040人 | 3,861,016人 | 4,552,056人 |
| 2015年           | 793,025人 | 3,785,998人 | 4,579,023人 |
| 2016年           | 848,878人 | 4,093,508人 | 4,942,386人 |
| 2017年           | 868,459人 | 4,432,764人 | 5,301,223人 |
| 2018年           | 829,475人 | 4,738,273人 | 5,567,748人 |
| 2019年 (1月-6月) | 448.900人 | 2.447.372人 | 2.896.272人 |

## 空港アクセス

### バス
空港とロドス市街のバスのほか、Ixia、Ialysos及びKremastiのような村Paradeisi、Tholos、Soroniなどの西海岸の村を結んでいる。空港のバス停は２つのターミナルの間にある。バスのチケットは指定された店（売店、カフェ、ショップ）で購入するか、正規料金に少額の割増料金を加算してバスの運転手から直接購入できる。 

### タクシー
ロードス空港到着ロビーの外でタクシーを利用できまる。 空港からロドス市街へは、交通状況によって25〜50分掛かり、料金は通常25ユーロである。タクシー乗り場には、乗客の行き先に応じた固定価格を示す大きな掲示板がある。多くの荷物を運ぶ場合、追加料金が発生する場合がある。 

### 車
ロドス空港はロドスの街から約14km離れたところにあり、ロドス・カミロス地方道から簡単にアクセスできる。（多くの場合、Ialisou-Kataviasと誤って表示される）。市内中心部へは、交通状況にもよるが、約25〜50分かかる。 

## 参照
- ギリシャの繁忙空港リスト（英語版）